# Маршалл (округ, Західна Вірджинія)
Шаблон:StateAbbr_ 39°52′ пн. ш. 80°40′ зх. д. / 39.87° пн. ш. 80.67° зх. д.
Округ Маршалл (англ. Marshall County) — округ (графство) у штаті Західна Вірджинія, США. Ідентифікатор округу 54051.

## Історія
Округ утворений 1835 року.

## Демографія
За даними перепису 2000 року загальне населення округу становило 35519 осіб, зокрема міського населення було 17889, а сільського — 17630. Серед мешканців округу чоловіків було 17288, а жінок — 18231. В окрузі було 14207 домогосподарств, 10108 родин, які мешкали в 15814 будинках. Середній розмір родини становив 2,91.
Віковий розподіл населення поданий у таблиці:
| Стать    | До 15 років | 15-21 | 22-29 | 30-39 | 40-49 | 50-65 | 65-85 | Понад 85 |
| -------- | ----------- | ----- | ----- | ----- | ----- | ----- | ----- | -------- |
| Чоловіки | 3417        | 1569  | 1603  | 2317  | 2907  | 3122  | 2163  | 190      |
| Жінки    | 3221        | 1439  | 1512  | 2430  | 2882  | 3305  | 3030  | 412      |

## Суміжні округи
- Огайо — північ
- Вашингтон, Пенсільванія — північний схід
- Грін, Пенсільванія — схід
- Ветзел — південь
- Монро, Огайо  — південний захід
- Бельмонт, Огайо — північний захід

## Виноски
1. ↑  U.S. Decennial Census. United States Census Bureau. Архів оригіналу за 19 липня 2018. Процитовано 10 січня 2014.
2. ↑  Historical Census Browser. University of Virginia Library. Архів оригіналу за 11 серпня 2012. Процитовано 10 січня 2014.
3. ↑  Population of Counties by Decennial Census: 1900 to 1990. United States Census Bureau. Архів оригіналу за 3 червня 2013. Процитовано 10 січня 2014.
4. ↑  Census 2000 PHC-T-4. Ranking Tables for Counties: 1990 and 2000 (PDF). United States Census Bureau. Архів оригіналу (PDF) за 18 грудня 2014. Процитовано 10 січня 2014.
5. ↑  State & County QuickFacts. United States Census Bureau. Архів оригіналу за 7 червня 2011. Процитовано 10 січня 2014.(англ.) Наведено за англійською вікіпедією.
6. ↑  American FactFinder. Бюро перепису населення США. Архів оригіналу за 26 лютого 2012. Процитовано 31 січня 2008.

| США | Це незавершена стаття з географії США. Ви можете допомогти проєкту, виправивши або дописавши її. |